# Almirante Riveros (FFG-18)
La Almirante Riveros (FFG-18) es una de las dos fragatas clase Karel Doorman adquiridas por la Armada de Chile a la Marina Real Holandesa. Su nombre es en honor al Contraalmirante Galvarino Riveros, quien fue el comandante de la escuadra chilena durante la Guerra del Pacífico.

## Descripción

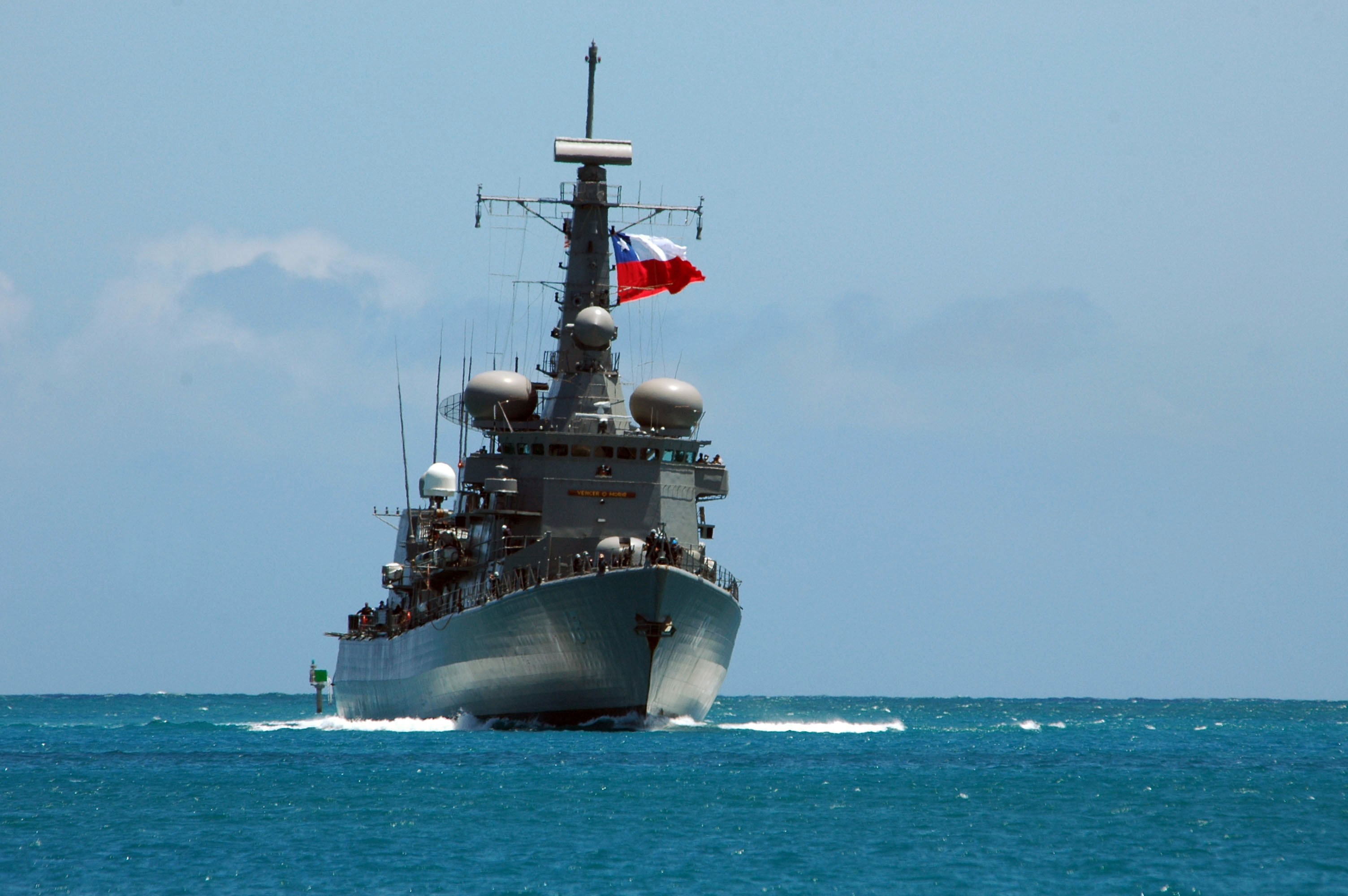
El Almirante Riveros navegando en el año 2008.

Es una fragata multipropósito de defensa antisuperficie y antisubmarina con el objetivo de proteger la soberanía marítima del mar territorial chileno. Puede desarrollar una velocidad máxima de 30 nudos. Su actual comandante es el Capitán de Fragata José Peñaranda Pedemonte. 
La fragata Riveros es una fragata multipropósito con capacidades de trasportar un helicóptero de ataque Cougar AS532SC antisuperficie y antisubmarino, con capacidades SAR. Fue incorporada a la Armada de Chile en el año 2007.
El año 2008 participó en el ejercicio RIMPAC.